# Teuleria de les Planetes
La Teuleria de les Planetes és una obra de la Palma d'Ebre (Ribera d'Ebre) inclosa a l'Inventari del Patrimoni Arquitectònic de Catalunya.

## Descripció
Es tracta d'una teuleria en estat mitjà de conservació. Uns pilars de secció quadrada fonamenten i estructuren el conjunt. Estan fets a partir de carreus regulars disposats en filades.
La resta de la construcció utilitza pedres més irregulars disposades de manera més desendreçada. Destaca la boca del forn, a partir d'un arc de mig punt resseguit per dues files de maons plans.
La vegetació és molt abundant, el que dificulta la conservació i accelera el procés de deterioració.